# Angelo Chol
Angelo Ajieng Chol (Khartum, 15 luglio 1993) è un cestista sudsudanese con cittadinanza statunitense.